# ケルフィリー城
ケルフィリー城（ケルフィリーじょう、Caerphilly Castle）は、イギリスのウェールズ南部、ケルフィリーの中心にある城郭。城郭の規模はウェールズ最大で、イギリス全体ではウィンザー城についで2位である。二重の塀に囲まれ、大規模な水濠に囲まれた盤石の守備を誇る要塞として知られる。ウェールズ政府の歴史遺産管理機関 Cadw が観光地として管理している。

## 構造

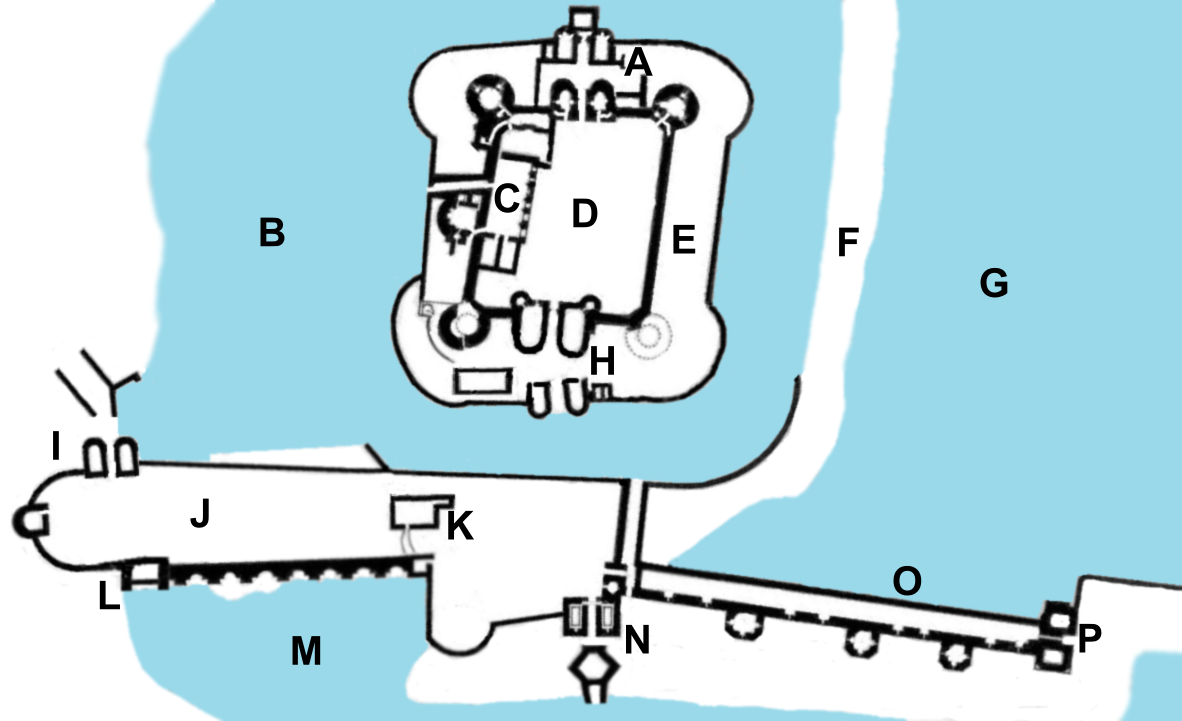
【図解】 A – 西ゲートハウス; B – 南湖; C – グレートホール; D – 内部区画; E – 中部区画; F – 北の土手; G – 北湖; H – 東ゲートハウス; I – 南ゲートハウス; J – 南ダムプラットフォーム; K – 水車; L – フェルトンの塔; M – 外東堀; N – 外側メイン ゲートハウス; O – 北ダム プラットフォーム; P – 北ゲートハウス

ケルフィリー城がある天然の土手の先端は、ダムを作るために湖が開削されており、堅固な湖の防壁として機能している。ダムは城の両面の守備を固め、またケルフィリーの街への城門としての役割も持っている。
城の主要な建物がある中央の島の敷地は、城門から城内の庭、塔に至るまで堅い壁で包囲されている。
さらに西の島へ向かって石で舗装された掘割が開削されているが、護岸工事は未完成のままである。他、城の北の方面にも堀が開削されている。
北に土手と堀を築くために、ダム工事の最終段階で湖は拡張され、新たな湖が形成された。西へ通じる堀は、ダムの中心にある詰所の完成によって西への通路が提供された。
城の最も広い部分は1268年から4年かけて築造された。以降、城の北にあるダムを除き、ほんの僅かな修正が加えられた。城を囲む堀の面積は30約エーカー（120,000㎡）であり、その規模はヨーロッパ最大級である。

## 概要

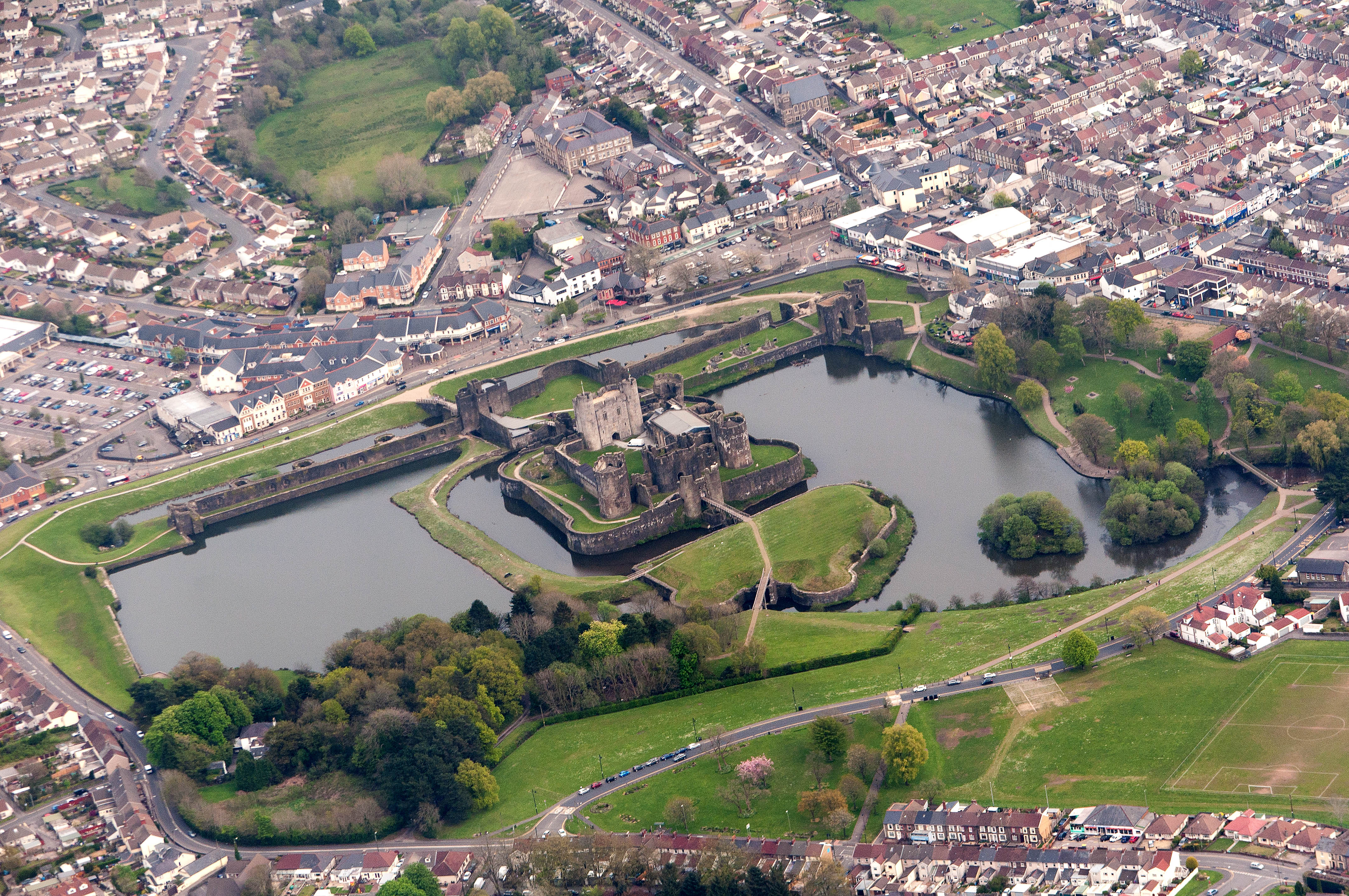
上空写真

13世紀に建造されたウェールズの城の多くはエドワード1世の厳重な管理の下で築城されたが、ケルフィリー城はそれらの城とは異なり、当時ケルフィリー一帯の領主であったノルマン人のギルバート・ド・クレアによって建造された。築城の目的は、グラモーガン地方征服作戦の一環で、ライバルであるルウェリン・アプ・グリフィズ公の南方への侵攻を防ぐためであった。
グロスター伯とグリフィズ公の紛争はしばしば起こり、1270年に城は焼かれ、1271年にイングランド王ヘンリー3世の介入を受ける事となった。そして彼が派遣した司祭によって一時期城は管理されていたが、グロスター伯はすぐに所有権を奪回し、没するまで城を支配した。1294年のMadog ap Llywelyn反乱、1316年のLlywelyn Bren蜂起、1326-1327年イングランド侵攻で攻撃を受けた。
グロスター伯ギルバートの死後はエドワード2世の寵臣ヒュー・デスペンサーが保有したが、後にヒューは失脚しケルフィリー城にも軍勢が差し向けられることとなる。この際、ヒューの部下達は篭城戦を展開し、数ヶ月間攻撃を耐え凌いだ。
15世紀以降は牢獄として使用され、その後ペンブルック伯Henry Herbertが居城とした。 1583年、城はトーマス・ルイスが借りたが、彼によって拡張などが行われ原型を失った。
1776年に初代ビュート侯爵ジョン・ステュアートが城を取得した。彼は、荒廃を防止する措置を取った。そして炭鉱で潤っていた曾孫 第3代ビュート侯ジョン・クライトン＝ステュアートは、中世に深い関心を持っており、建築家 William Frame に全体の調査を指示し、1870年代に大ホールの改装を行った。また侯爵は、敷地の端まで立てられた建物を除去するために、その建物の買い戻しも行った。
第4代ビュート侯ジョン・クライトン＝ステュアートは、熱心な修復家で、1928年から1939年の間に大規模な修復プロジェクトを発足させた。1950年代から60年代に、塔や建物の再建、池の復活、周辺の市街地の整理などが行われた。

### 現在
21世紀に、ウェールズの歴史遺産保護部門 Cadw の所有するところとなった。また、en:Scheduled monument、第一級指定建築物に指定され保護されている。
現在では観光地となっており、二つの橋の間には商店がある他、多彩なアトラクションが催されている。2006年の観光客は、9万人に達した。城のホールでは結婚式を開催することも許可されており、ホールには100人以上を収容できる。城の北と南に広がる湖では釣りをすることもできる。
ドクター・フー、魔術師 MERLINなど、さまざまなテレビ番組で登場する。

## 逸話
清教徒革命の際、敵の砲撃によって爆破された塔が十度の角度に3メートルも傾いた。傾いた塔は現存しており、観光スポットとなっている。またケルフィリー城には、夜な夜な騎士の亡霊が出没すると言う奇談がある。